# تشقاطرم (باتشة لك الشرقي)
تشقاطرم (بالفارسية: چقاطرم) هي قرية تقع في إيران في قسم باتشة لك الشرقي الریفي. يقدر عدد سكانها بـ 97 نسمة بحسب إحصاء 2016.